# Narthécie des marais
Narthecium ossifragum
Espèce
Classification phylogénétique
La Narthécie des marais (Narthecium ossifragum) est une plante herbacée de la famille des Narthéciacées qui pousse dans les tourbières européennes.
Elle est parfois classée dans les Mélanthiacées.
Autres noms : Narthécie brise-os, Narthécie ossifrage.
Le nom de "brise-os" provient d'une croyance selon laquelle cette plante provoquait la fragilisation et la fracture des os des troupeaux qui la broutaient. En réalité, il est fort probable que ces fractures étaient causées par la pauvreté en éléments minéraux de ses habitats (tourbières, marais) sur lesquels le bétail pâturait exclusivement.

## Description

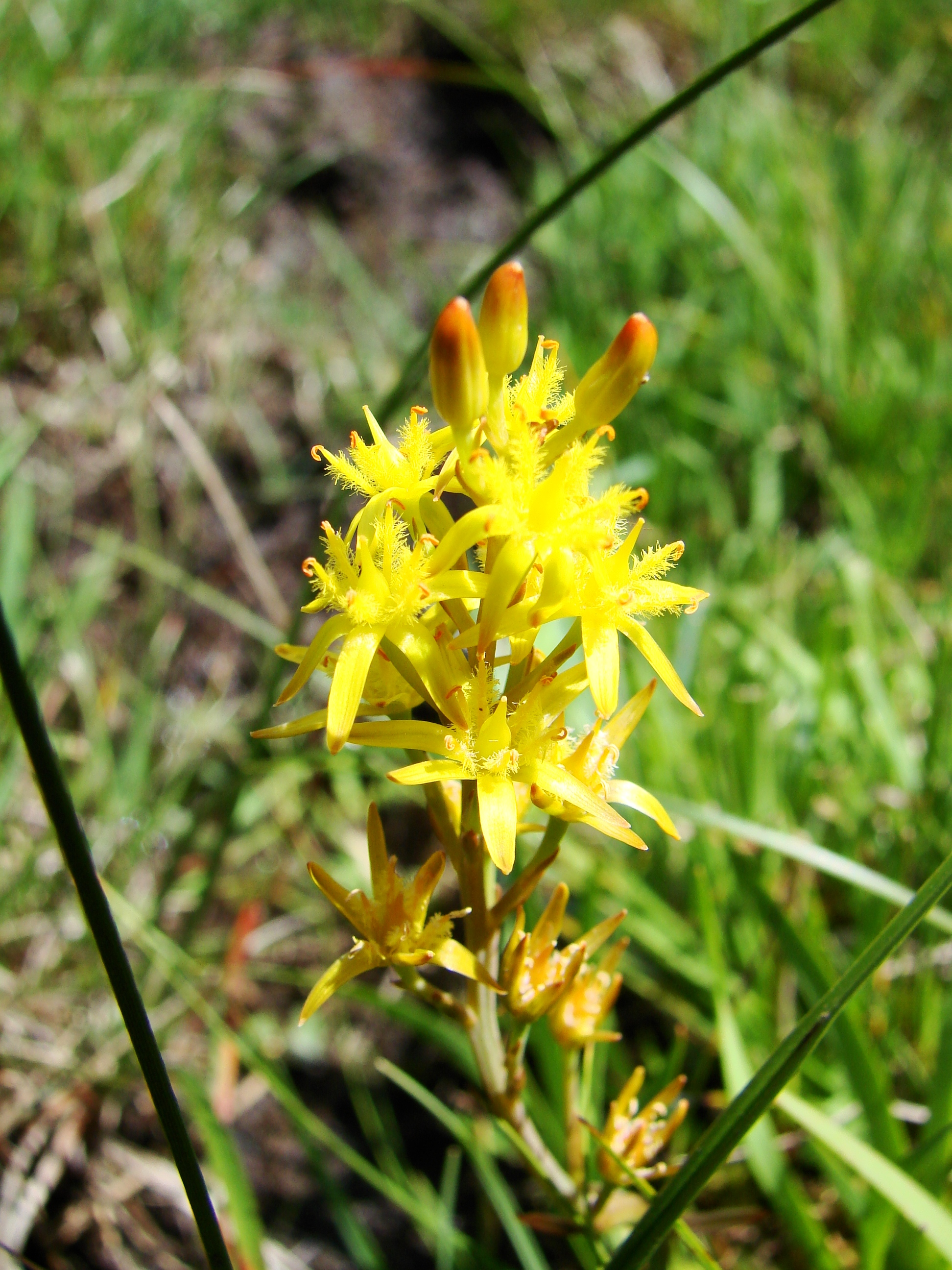
Fleurs et inflorescence.

C'est une plante moyenne (10 à 40 cm), érigée, à fleurs jaunes en épi, de forme étoilée. Les filets des étamines sont couverts de poils jaunes.
Les feuilles sont linéaires, vert glauque.
Description d'Hippolyte Coste (1858 - 1924), : « Plante vivace de 15-40 cm., glabre, à souche horizontale rampante ; tige un peu courbée à la base, puis dressée, raide, cylindracée, striée, à la fin rougeâtre, munie dès la base de bractées écartées, incurvées au sommet ; feuilles toutes radicales, égalant au moins le milieu de la tige, larges de 3-5 mm., fortement nervées, brièvement engaînantes, non ou à peine membraneuses aux bords ; grappe étroite ; capsule dressée ainsi que le pédicelle, conique-lancéolée, terminée en pointe fine 4-5 fois plus courte qu'elle. »
Répartition : marais et landes tourbeux en Europe occidentale et boréale (côte nord de l'Espagne, ouest de la France, Irlande, ouest de l'Angleterre, Ecosse, nord de l'Allemagne, Danemark, ouest de la Norvège et sud de la Suède), Amérique boréale,.
Courante et non protégée sur le plateau des Hautes Fagnes en Wallonie (Belgique).

### Caractéristiques
Organes reproducteurs
- Couleur dominante des fleurs : jaune
- Période de floraison : juillet-septembre
- Type d'inflorescence : épi simple
- Sexualité : hermaphrodite
- Type de pollinisation : entomogame

Graine
- Fruit : capsule
- Mode de dissémination : barochore

Habitat et répartition

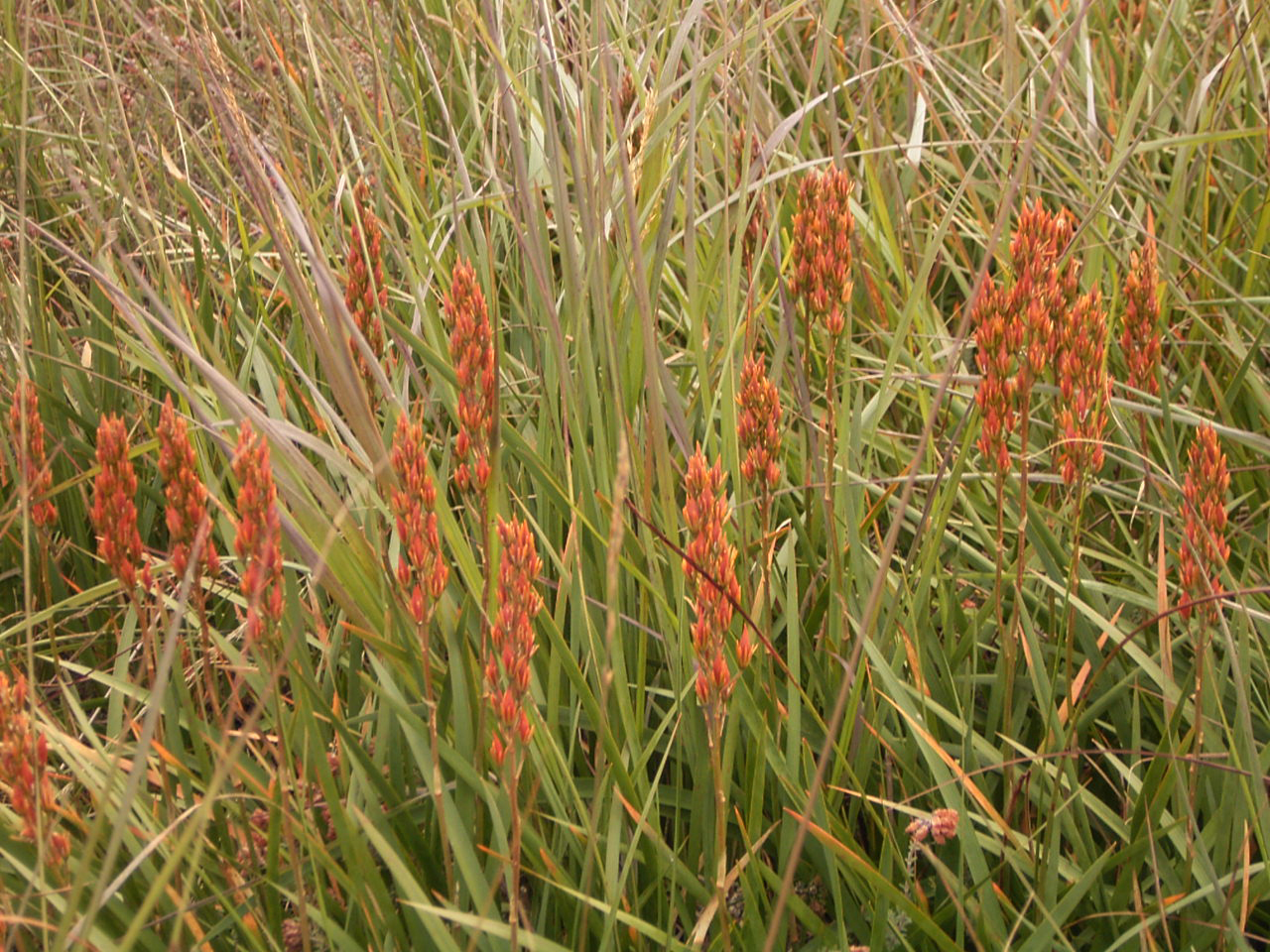
Plantes avec fruits (en rouge)

- Habitat type : tourbières basses médioeuropéennes à boréo-subalpines, acidophiles
- Aire de répartition : atlantique(eury)

Données d'après : Julve, Ph., 1998 ff. - Baseflor. Index botanique, écologique et chorologique de la flore de France. Version : 23 avril 2004.